# Sandra Kuhn
Sandra Kuhn (geb. Schneiders; * 22. Dezember 1981 in Düsseldorf) ist eine deutsche Journalistin und Fernsehmoderatorin.

## Leben und Karriere
Sandra Kuhn ging auf das Gymnasium am Neandertal in Erkrath. Nach ihrem Abitur machte sie 2001 ein Praktikum beim Sat.1-Regionalprogramm für Nordrhein-Westfalen. Anschließend folgte ein Redaktionsvolontariat bei RTL West in Köln. Ab 2005 machte sie bei RTL Nord eine Ausbildung zur Moderatorin und moderierte die dortigen Regionalmagazine Niedersachsen/Bremen und Hamburg/Schleswig-Holstein.
Von 2006 bis 2007 moderierte Kuhn bei n-tv die Sportnachrichten und von 2007 bis 2017 täglich ebenfalls die RTL II News um 20:00 Uhr und war von 2012 bis April 2014 regelmäßig beim WDR in der Sendung Lokalzeit Ruhr zu sehen. 2012 nahm sie bei VOX an dem Format Der VIP Hundeprofi teil. Mit Fero Andersen übernahm sie als Vertretung für fünf Folgen die Moderation der Serie Schau dich schlau! bei RTL II, weil Joey Grit Winkler nach der Geburt ihres zweiten Kindes eine Babypause einlegte. Von 2012 bis zum 26. April 2014 moderierte sie beim WDR die Lokalzeit aus Essen. Im Januar 2017 erfolgte ihr Wechsel zu RTL, wo sie von Januar 2017 bis Juli 2021 Explosiv – Das Magazin moderierte.
Am 30. Juni 2021 wurde bekannt, dass Kuhn von RTL zu Bild TV wechselt. 2022 verlässt sie das Moderatorenteam von Bild TV und kehrt nach Köln zurück.
2016 heiratete sie den Journalisten Kristof Kuhn, mit dem sie in Berlin lebt. 2018 bekam sie eine Tochter und 2019 einen Sohn.

## Tätigkeiten
- 2001: Sat.1, 17:30 Regionalmagazin, Praktikantin
- 2002: RTL, Guten Abend RTL für Nordrhein-Westfalen, freie Redakteurin
- 2003: RTL, Guten Abend RTL für Nordrhein-Westfalen, Volontariat zur TV-Redakteurin
- 2004: RTL, Guten Abend RTL, Ausbildung zur Sprecherin
- 2005: RTL, Guten Abend RTL für Norddeutschland, Ausbildung zur Moderatorin
- 2006: n-tv, Sport, Moderatorin
- 2012–2014: WDR, Lokalzeit Ruhr, Moderatorin
- 2007–2017: RTL II News, Moderatorin, Autorin und Reporterin
- 2012: Schau dich schlau!, 5 Episoden
- 2014–2015: RTL II, Zeit für Helden – und was machst Du?
- 2014–2017: RTL II News, Anchorwoman
- 2016: Das große RTL II Promikegeln (aus Winterberg)
- 2017–2021: RTL, Explosiv – Das Magazin
- 2021–2022: Bild TV, BILD LIVE